# Anton Urspruch

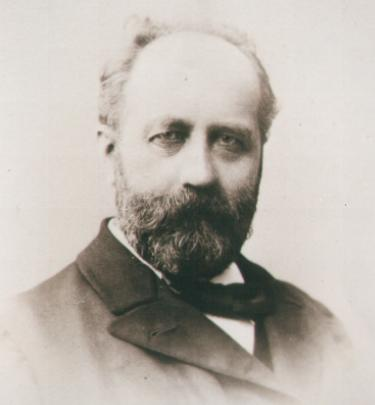
Anton Urspruch in 1895

Anton Urspruch, (Frankfurt, 17 februari 1850 – aldaar, 7 januari 1907) was een Duits pianist, componist en publicist.

## Studie
Urspruch studeerde in zijn geboortestad bij Ignaz Lachner (die met zijn broer een goede vriend van Franz Schubert was geweest), Martin Wallenstein (een leerling van Alexander Dreyschock), Joachim Raff en ten slotte bij Franz Liszt in Weimar. Vanaf ongeveer 1878 doceerde hij aan het nieuwe Dr. Hoch's Konservatorium in Frankfurt en, na Raffs dood in 1882, aan het nieuw opgerichte Raff Conservatorium in dezelfde stad, nu het Dr. Hoch's Konservatorium. Hier bleef hij werkzaam tot zijn relatief vroege dood, toen hij zesenvijftig jaar was. Zijn vrouw was Emmy Cranz, dochter van de muziekuitgever August Cranz.

## Werken
Onder Urspruchs werken bevinden zich een drietal opera's: Das Unmöglichste von allem uit 1897 gebaseerd op de komedie El mayor imposible van Lope de Vega, Der Sturm uit 1888 en Heilige Cäcilie uit 1906. Verder wat koor- en kamermuziekwerken, veel pianostukken en liederen, een invloedrijk boek over het gregoriaans (1901), Der gregorianische Choral und die Choralfrage, en een pianoconcert. Verder schreef Urspruch een symfonie in Es-majeur, een pianokwintet, een pianotrio, een sonate voor viool, een sonate voor cello, een sonate voor quatre-mains piano en een paar Duitse dansen voor twee piano's.

## Stijl
De stijl van Urspruch is behoudend. In zijn pianoconcert – opgedragen aan Raff, en uitgegeven door Cranz, zijn schoonvader – zit geen romantisch vuurwerk zoals bij veel van zijn collega-componisten uit die tijd. Het concert begint met een zangerig thema van acht maten dat zo in de Pastorale van Beethoven zou kunnen passen. Het is een landelijke evocatie van alpenweiden en beekjes. De solist, hoewel constant bezig, heeft geen bravourerol in het werk. Het laatste deel doet denken aan Mein gläubiges Herze uit cantate BWV 68 van Bach. Er zit zelfs een fugato in.